# Laurent Brochard
Laurent Brochard   (Le Mans, 26 de març de 1968) va ser un ciclista francès, professional entre 1992 i 2007. Durant la seva carrera professional aconseguí una cinquantena de victòries, destacant per damunt de totes el Campionat del món de ciclisme en ruta de 1997. Aquell mateix any havia guanyat una etapa del Tour de França i dos anys després en guanyà una a la Volta a Espanya. Va participar en dos Jocs Olímpics.

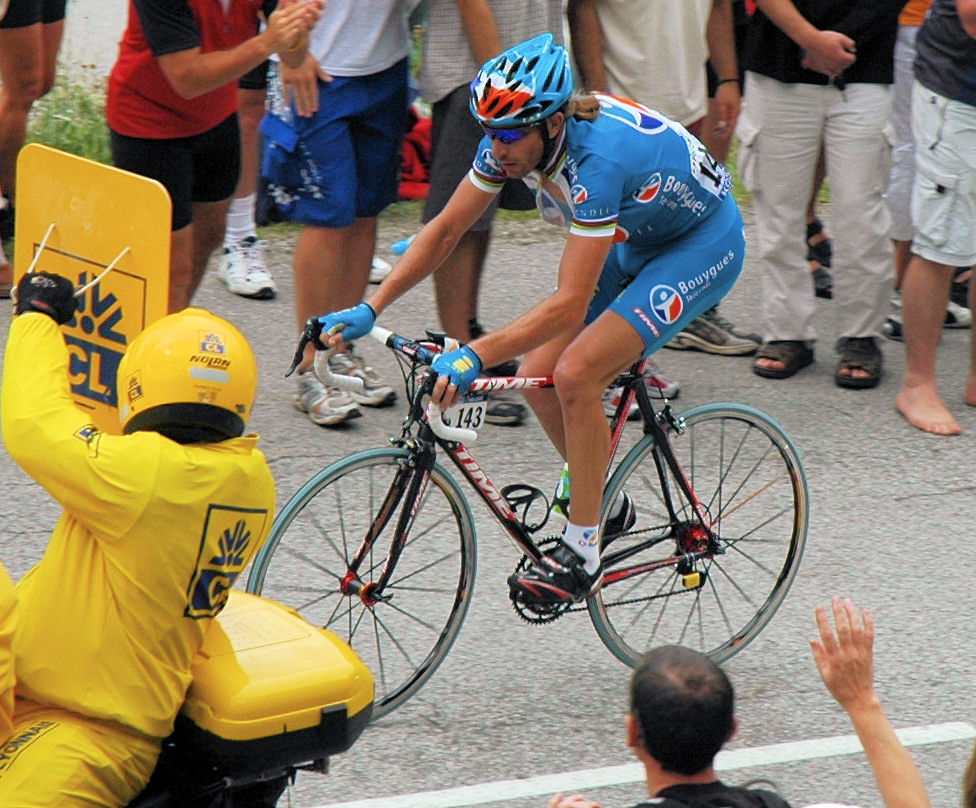
Laurent Brochard al Tour de França de 2005

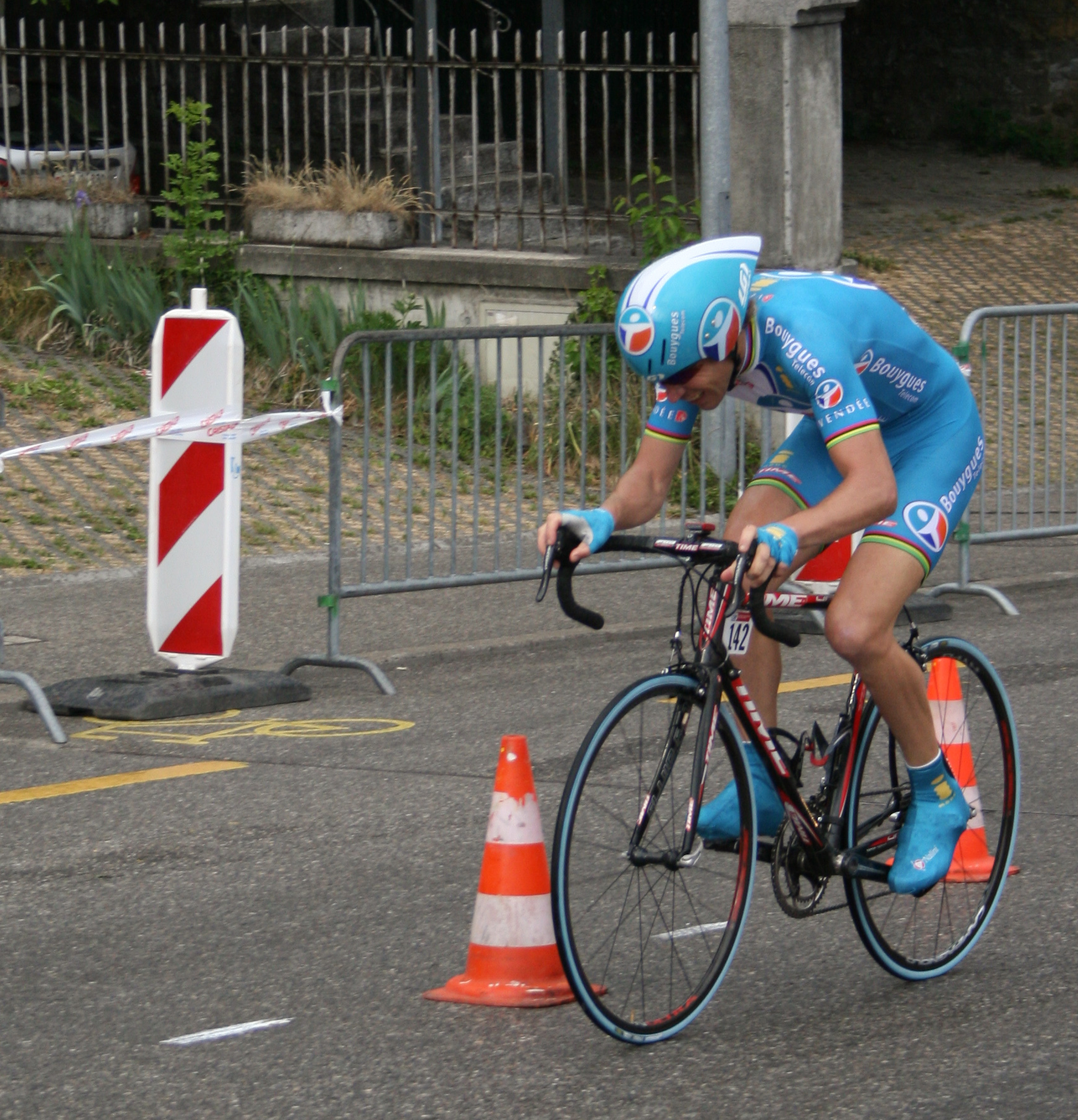
Laurent Brochard al Tour de Romandia 2007

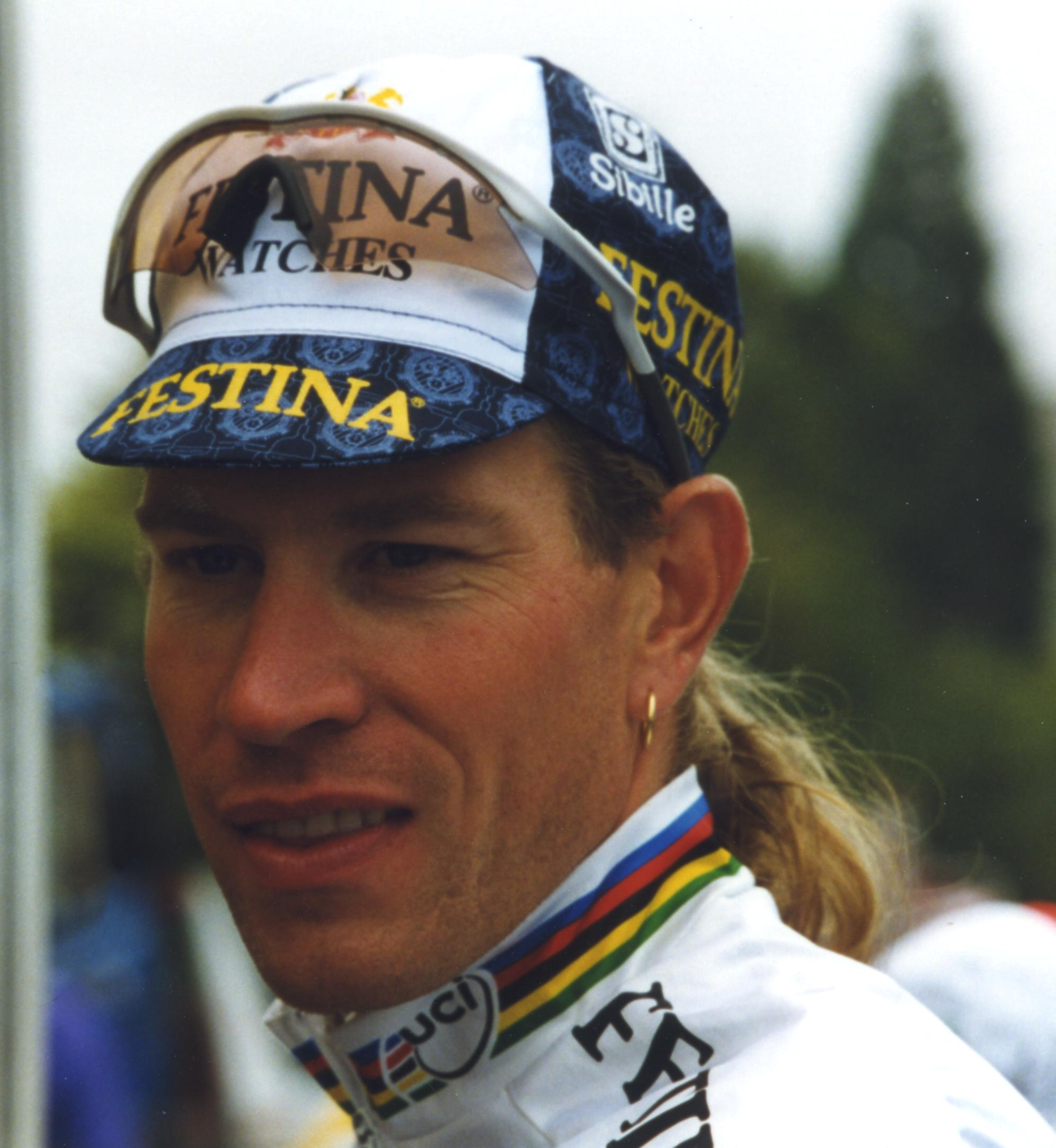
Laurent Brochard a la París-Tours de 1998

El 1998 fou implicat en l'afer Festina de dopatge, protagonitzat durant el Tour de França.

## Palmarès
- 1991
  - Vencedor de 2 etapes del Circuit Franco-belga
- 1992
  - Vencedor d'una etapa del Tour del Mediterrani
- 1993
  - Vencedor d'una etapa del Tour del Mediterrani
- 1994
  - 1r al Tour de l'Alt Var
  - 1r al Regio-Tour i vencedor d'una etapa
  - Vencedor d'una etapa del Circuit de La Sarthe
- 1995
  - Vencedor de 3 etapes del Tour de l'Ain
- 1996
  - 1r al Tour del Llemosí i vencedor de 2 etapes
  - 1r a la Polynormande
- 1997
  -  Campió del món de ciclisme en ruta
  - Vencedor d'una etapa del Tour de França
  - Vencedor de 3 etapes del Midi Libre
- 1998
  - Vencedor d'una etapa del Midi Libre
- 1999
  - Vencedor d'una etapa de la Volta a Espanya
- 2000
  - Vencedor d'una etapa de la París-Niça
  - Vencedor d'una etapa del Critèrium Internacional
  - 1r a la París-Bourges
  - 1r a la Route Adelie
- 2001
  - 1r a la Copa de França de ciclisme
  - 1r a la París-Camembert
  - 1r al Gran Premi de Villers Cotterets
- 2002
  - Vencedor d'una etapa del Midi Libre
  - 1r al Regio-Tour i vencedor d'una etapa
  - 1r a la Volta a Polònia i vencedor d'una etapa
- 2003
  - 1r al Critèrium Internacional i vencedor d'una etapa
  - 1r a la París-Camembert
  - Vencedor d'una etapa de la Volta a Castella i Lleó
- 2004
  - 1r a l'Étoile de Bessèges i vencedor d'una etapa
  - Vencedor d'una etapa del Circuit de La Sarthe
- 2005
  - 1r a la París-Camembert
- 2007
  - Vencedor d'una etapa de la Volta a Luxemburg
  - Vencedor de la classificació de la muntanya del Tour de Romandia
  - Vencedor de la classificació dels punts del Tour Down Under

### Resultats al Tour de França
- 1993. 44è de la classificació general
- 1995. 28è de la classificació general
- 1996. 18è de la classificació general
- 1997. 31è de la classificació general. Vencedor d'una etapa
- 1998. Exclòs (7a etapa)
- 1999. 77è de la classificació general
- 2001. 23è de la classificació general
- 2002. 26è de la classificació general
- 2003. 33è de la classificació general
- 2004. 29è de la classificació general
- 2005. 28è de la classificació general
- 2006. Abandona (10a etapa)

### Resultats a la Volta a Espanya
- 1997. 19è de la classificació general
- 1998. 33è de la classificació general
- 1999. 43è de la classificació general. Vencedor d'una etapa
- 2000. 32è de la classificació general

### Resultats al Giro d'Itàlia
- 1993. 27è de la classificació general
- 1994. 55è de la classificació general